# Capilla de Nuestra Señora de la Antigua (Mezquita-catedral de Córdoba)

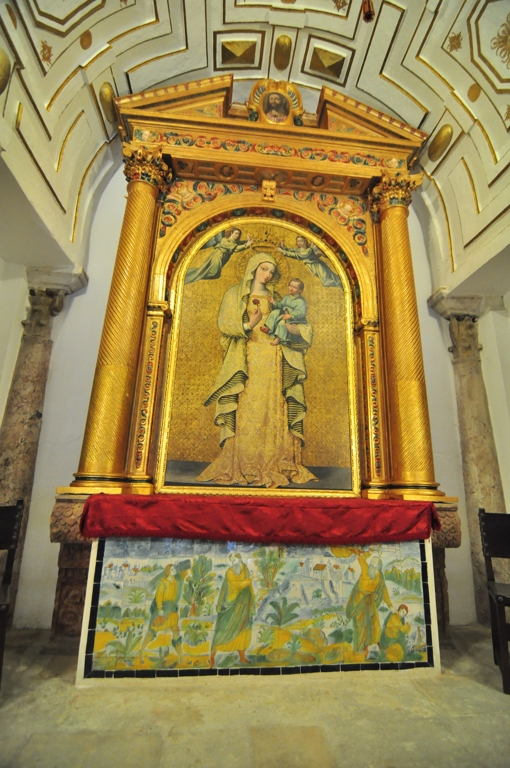
El retablo y la Virgen de la Antigua, obra del artista Pablo de Céspedes.

La capilla de la Virgen de la Antigua de la Mezquita-catedral de Córdoba se encuentra ubicada entre las capillas del muro norte del templo catedralicio cordobés. Su retablo y su pintura fueron realizados por el artista Pablo de Céspedes en torno al año 1597.

## Historia
La capilla y retablo de la Virgen de Antigua fueron fundados por Alonso de Cazalla en 1597, jurado de la ciudad de Córdoba, muy cerca de la puerta de San Miguel, en uno de los contrafuertes resultantes del derribo de la quibla de Abderramán II, muy cercana a la antigua capilla mayor, actual capilla de Villaviciosa. La pintura fue realizada por el artista Pablo de Céspedes.
La conclusión de la nueva capilla mayor en 1607 provocó que las antiguas capillas ubicadas en la antigua capilla mayor fueran trasladadas a nuevos espacios en el muro norte de la sala de oración, hecho que ocurrió con la capilla de Nuestra Señora de Antigua. El jurado Martín Gómez quiso construir una nueva capilla en 1612 en el muro norte y, aunque el cabildo aceptó la concesión de terreno, puso como condición de que el beneficiario tenía que efectuar a su costa el traslado del altar de la Virgen de la Antigua a este nuevo espacio. El constructor de la capilla cumplió fielmente lo dispuesto por el Cabildo de la Catedral y trasladó la imagen a esta capilla.

## Descripción
La portada que da acceso a la capilla es muy sencilla, y está ornada con guirnaldas y con el escudo del primer patrono. El frontal de azulejos policromados de la mesa de altar, en el que se relata la historia del patriarca Abraham, es obra del siglo XVII. El retablo que cobija la imagen de Nuestra Señora de la Antigua consta de banco, sobre el que se apoyan dos columnas corintias que flanquean la hornacina situada en el cuerpo central, que soportan el peso de la cornisa del retablo.
El lienzo que representa a la Virgen de la Antigua se halla cobijado por un arco de medio punto, y flanqueado por las dos columnas corintias del retablo y se ajusta a un modelo conservado en la Catedral de Sevilla, que repite una iconografía medieval de origen bizantino con detalles de la escuela sienesa del siglo XIV. Fue realizado en 1641 por Francisco Vargas.